# ادیلسون (بازیکن فوتبال، زاده ۱۹۴۱)
ادیلسون (انگلیسی: Edílson؛ زادهٔ ۳۱ ژوئیهٔ ۱۹۴۱) بازیکن فوتبال اهل برزیل است.
از باشگاه‌هایی که در آن بازی کرده‌است می‌توان به باشگاه فوتبال سائو پائولو اشاره کرد.